# لويس أندريه
لويس أندريه (بالفرنسية: Louis André)‏ هو ضابط وسياسي فرنسي، ولد في 29 مارس 1838 في Nuits-Saint-Georges ‏ في فرنسا، وتوفي في 18 مارس 1913 في ديجون في فرنسا. نشط حزبياً في الحزب الراديكالي. وقد انتخب وزير الحرب.